# Ласло Домонкош
Ласло Домонкош (мађ. Domonkos László) је био мађарски фудбалер који је играо на позицији голмана.  Учествовао је на фудбалском турниру на Летњим олимпијским играма 1912. године одржаним у Стокхолму.
Рођен је 10. октобра 1887. године у Будимпешти и као тинејџер постао је признати фудбалер. Спортску каријеру започео је у ТК Будимпешта, изабран је са 19 година, а са двадесет година освојио је титулу фудбалера године. У Првом светском рату задобио је тешку повреду ноге и постао инвалид.
Није познато када се преселио у Пилишсентиван, где је живео до своје смрти и где је и сахрањен, а његов брак са супругом, рођеном 1888, остао је без деце. Остао је удовац 1954. и умро 27. септембра 1956. Сахрањен је на тадашњем сеоском гробљу, које није коришћено од 1975. године, али је од тада сачувано као гробље, (датум рођења му је 1886). Месно веће је у јулу 2017. донело одлуку (на иницијативу мештана) о достојанственом уређењу његовог мезара.

## Играчка каријера

### Клубови
Почео је да брани у БТК-у 1901. године. У 1904. години већ се једном појавио у шампионском тиму МТК из Будимпеште. Године 1906. дебитовао је и у репрезентацији Мађарске. У сезони 1907/08, плаво-бели су освојили првенство са Домонкошем на голу, а изабран је и за фудбалера године. Након тога је са екипом МТК био још четири пута други у мађарском првенству. Године 1914. прелази у Ференцварош и бранио је у две првенствене утакмице и у једној међународној утакмици.

### Репрезентација
Свој први репрезентативни наступ за репрезентацију Мађарске Домонкош је имао 7. октобра 1906. године, са 19 године, када је Мађарска играла против репрезентације Бохемије одигране у Прагу, а резултат је био 4 : 4.
Између 1906. и 1912. у репрезентацији је бранио 21 пут. Био је члан тима који је учествовао на фудбалском турниру на |Олимпијским играма у Стокхолму 1912. године. Мађарска је заузела пето место у конкуренцији од једанаест тимова.. На олимпијском турниру Домонкош је бранио све три утакмице остваривши две победе и са једном изгубљеном утакмицом где је примио седам голова на првој утакмици против Велике Британије. На другој утакмици где је остварена победа против Немачке 3 : 1, примио само један гол, док је на трећој утакмици, против Аустрије, је успео да сачува мрежу Мађарска против Аустрије 3 : 0.

## Достигнућа

### Играч
- Летње олимпијске игре
  - 5.: 1912. Стокхолм
- Првенство Мађарске
  - шампион: 1904, 1907/08
  - други:: 1913/14
  - трећи:: 1905, 1906/07, 1909/10, 1910/11, 1911/12, 1912/13.
- Куп Мађарске
  - победник: 1910, 1911, 1912.